# De geboorte van Urbanus
De geboorte van Urbanus  is het veertiende album uit de Belgische stripreeks De avonturen van Urbanus en verscheen in 1987. Het werd getekend door Willy Linthout en bedacht door Urbanus zelf.

## Verhaal
Urbanus vindt op de zolder van Nonkel Fillemon een serie filmpjes over de jonge jaren van César en Eufrazie, toen Urbanus nog geboren moest worden. Tegen 100 frank toegangsgeld mag heel het dorp komen kijken. Hierbij wordt het verhaal achter Urbanus' geboorte verteld.

## Culturele verwijzingen
- Urbanus wordt bij zijn geboorte bezocht door de Drie Koningen (Koning Boudewijn I van België) die met twee spiegels rondloopt die hem dus dubbel reflecteren). Dit is een parodie op de geboorte van Jezus Christus zoals het in de Bijbel verteld wordt. Toen de echte Urbanus geboren werd, in 1949, was Boudewijn echter nog geen koning.